# Cyfrowe systemy pomiarowe
Cyfrowe systemy pomiarowe – system pomiarowy jest zbiorem współpracujących ze sobą przyrządów pomiarowych służących do otrzymywania, przetwarzania, przesyłania oraz zapamiętywania informacji pomiarowej. Zakwalifikowanie do kategorii systemów pomiarowych związane jest z funkcją dodatkową jaką pełni urządzenie oprócz pobrania informacji z obiektu mierzonego, a mianowicie z przetwarzaniem wyniku pomiaru. Proces pobrania informacji z obiektu badanego to proces pomiarowy. W teorii występuje podział na systemy p. analogowe i  systemy p.cyfrowe, jednak obecnie praktycznie wszelkie tworzone systemy pomiarowe są systemami cyfrowymi, stąd stosuje się określenie cyfrowe systemy pomiarowe.

## Klasyfikacja systemów pomiarowych

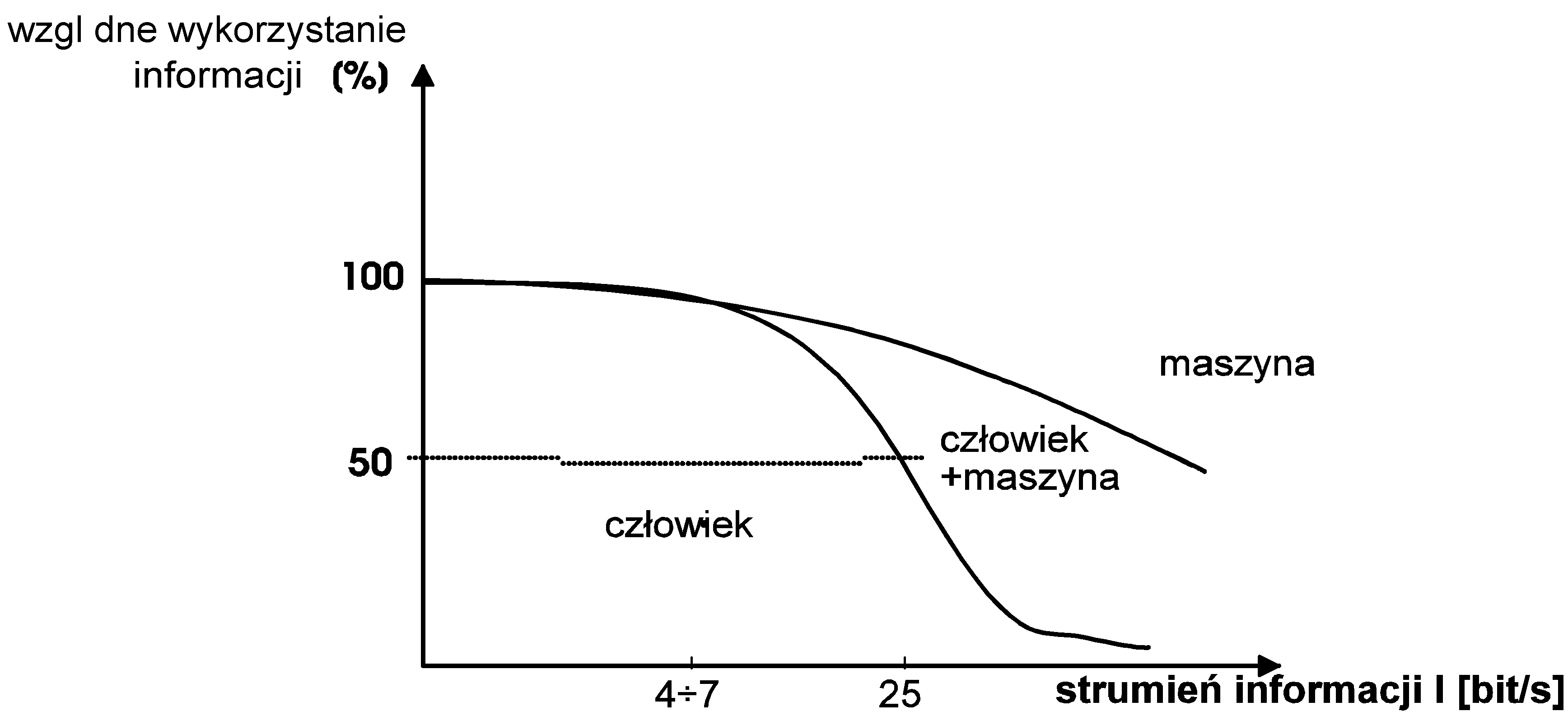
Wykorzystanie informacji w funkcji wielkości strumienia informacji

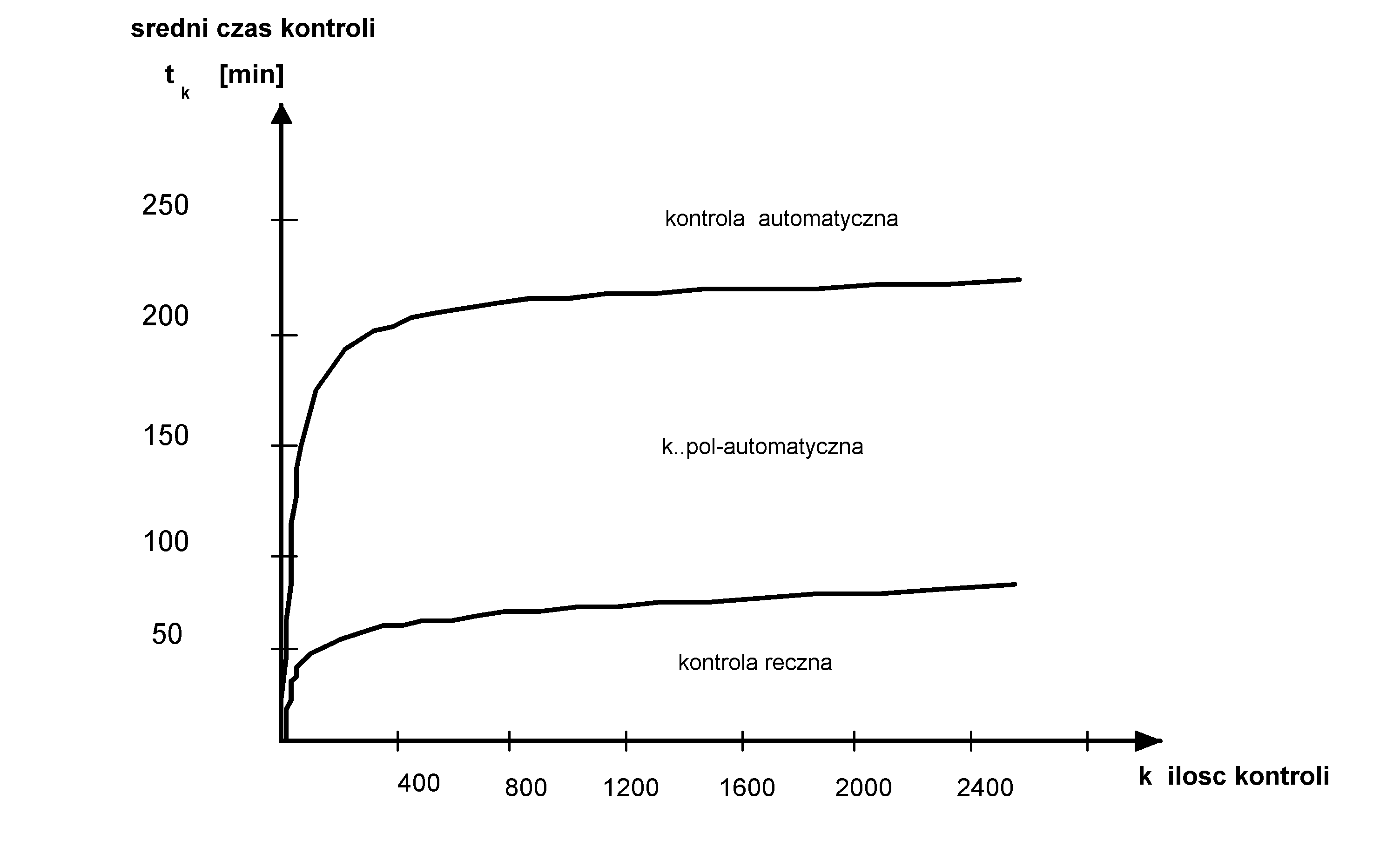
Efekty automatyzacji systemów kontroli

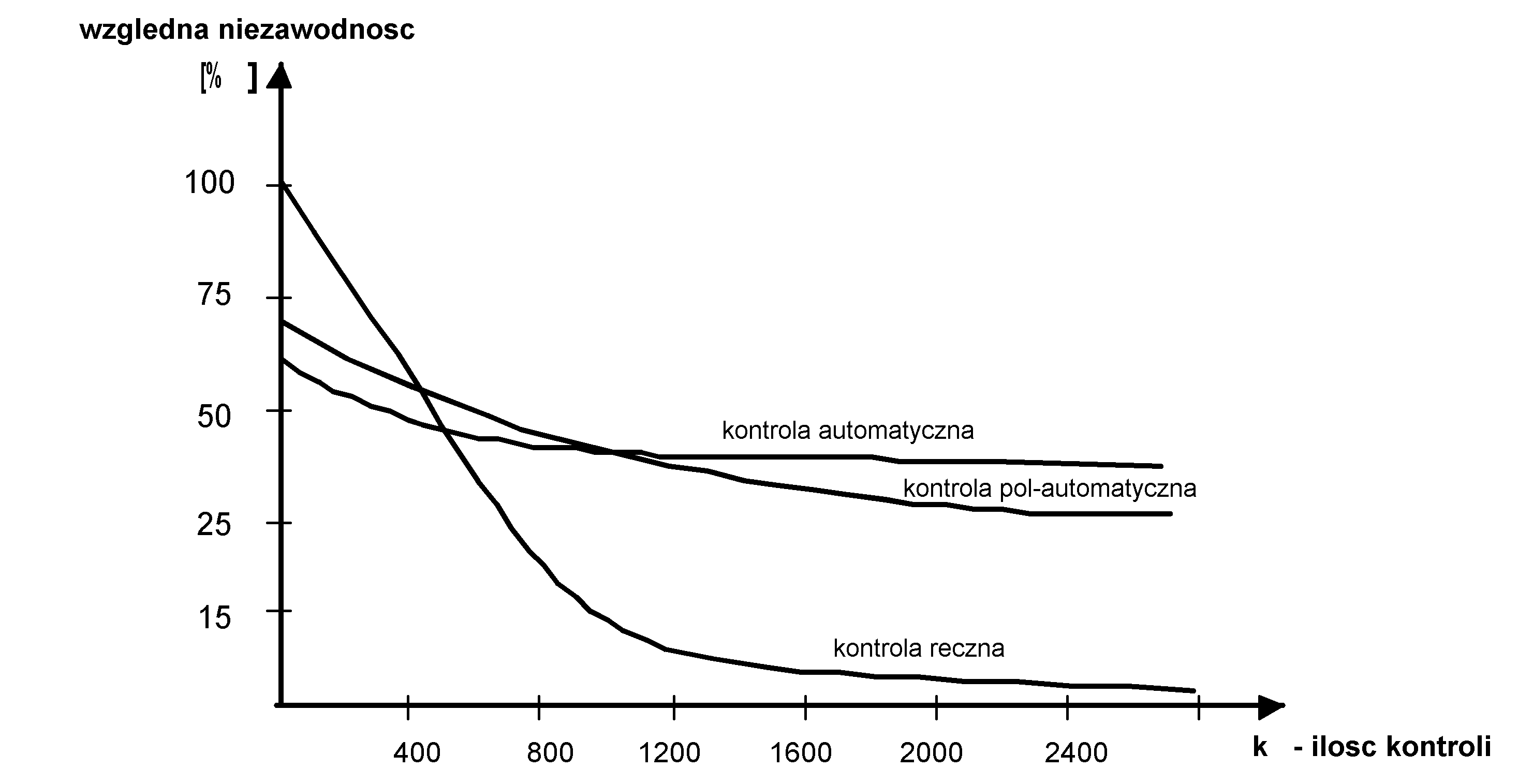
Niezawodność kontroli a stopień automatyzacji

Automatyzacja procesu pomiarowego (p.p.), a więc wyłączanie z ww. procesu bezpośredniego udziału człowieka, pozwalają na:
- zwiększenie wydajności działań metrologicznych
- wysoki stopień obiektywności
- eliminację błędów operatora.

Stopień automatyzacji p.p. dzieli systemy pomiarowe  na:
- systemy ze sterowaniem ręcznym
- systemy półautomatyczne
- systemy automatyczne

Zastosowanie urządzeń zastępujących człowieka w procesie pomiarowym umożliwia wykonanie większej ilości pomiarów w jednostce czasu, czyli realizację działań metrologicznych na większą skalę i obróbkę większej ilości informacji pomiarowych.
Poprzez określenie celu cyklu pomiarowego dokonuje się podziału na:
- system pomiarowy – celem jest uzyskanie prostej informacji o obiekcie
- system pomiarowo-kontrolny – celem jest uzyskanie prostej informacji o stanie badanego obiektu dzięki wykonaniu szeregu pomiarów
- system pomiarowo-diagnostyczny – celem jest otrzymanie informacji o przyczynach danego  stanu obiektu badanego (diagnoza) oraz wykonanie odpowiednich działań korekcyjnych na badanym obiekcie. Pomiary wieloparametrowe Wykorzystanie systemów pomiarowo-kontrolnych (pomiarowo-diagnostycznych) do zastosowań przemysłowych – procesy produkcyjne, nadzór nad działaniem złożonych obiektów itp., zdecydowanie wpływa na zwiększenie wydajności, zmniejszenie awaryjności – podwyższenie niezawodności działania badanych obiektów.

W teorii występuje podział na systemy pomiarowe analogowe i s.p. cyfrowe, jednak obecnie praktycznie wszelkie tworzone systemy pomiarowe są systemami cyfrowymi, stąd dalej stosuje się określenie cyfrowe systemy pomiarowe.

## Zadania i struktura cyfrowego systemu pomiarowego
Ogólny proces pomiarowo-kontrolny (diagnostyczny), ze względu na realizowane zadania, można przedstawić następująco:
| grupa czynności                   | kolejne działania elementarne | funkcje systemu pomiarowego                                                              |
| --------------------------------- | --- | ---------------------------------------------------------------------------------------- |
| I. Przygotowanie pomiaru          | 1. wybór metody pomiarowej 2. wybór przyrządu pomiarowego 3. opracowanie układu pomiarowego                                                                           | realizuje a priori – uwzględnione przy projekcie systemu                                 |
| II. Pomiar właściwy               | 4. wybór obiektu 5. wybór zakresu pomiarowego 6. porównanie wielkości mierzonej z wzorcem 7. odczyt wyniku porównania 8. przesył i rejestracja wyniku pomiaru         | określony przez program/obsługę automatyczne/obsługa automatyczne opcjonalne             |
| III. Opracowanie wyników pomiarów | 9. obróbka matematyczna wyników pomiarów 10. interpretacja wyników pomiarów 11. opracowanie dokumentacji pomiaru 12. zmiana parametrów obiektu badanego na bazie p.10 | opcjonalne opcjonalne realizacja z udziałem człowieka realizowane przez s. diagnostyczny |

System pomiarowy realizuje czynności I.1÷II.7 .
System pomiarowo-kontrolny realizuje czynności I.1÷III.10 .
System pomiarowo-diagnostyczny realizuje czynności I.1÷III.12 .

### Ogólna struktura systemu pomiarowo-kontrolnego
Uogólnioną strukturę systemu pomiarowo-kontrolnego można przedstawić w następujący sposób:

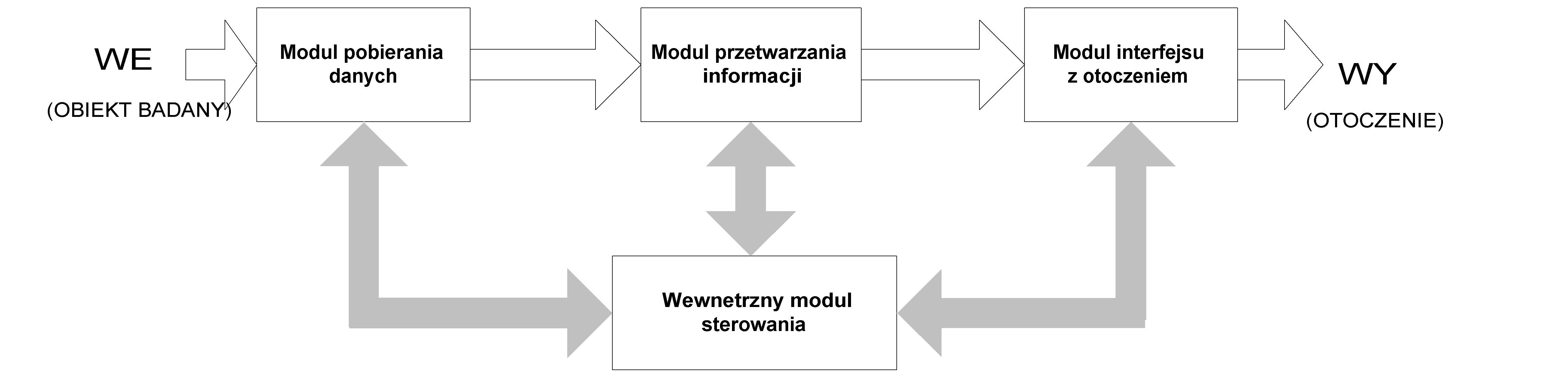
Struktura systemu pomiarowo-kontrolnego – prosta (sterowanie główne)

Możliwa jest również struktura ze sterowaniem rozproszonym tzn. każdy z modułów ma własne sterowanie (praca autonomiczna) i brak koordynującego modułu sterowania, współdziałanie między modułami dzięki transmisji sygnałów informacyjnych. Współdziałanie poszczególnych bloków jest możliwe przez skoordynowanie sterowań wewnątrz-modułowych.

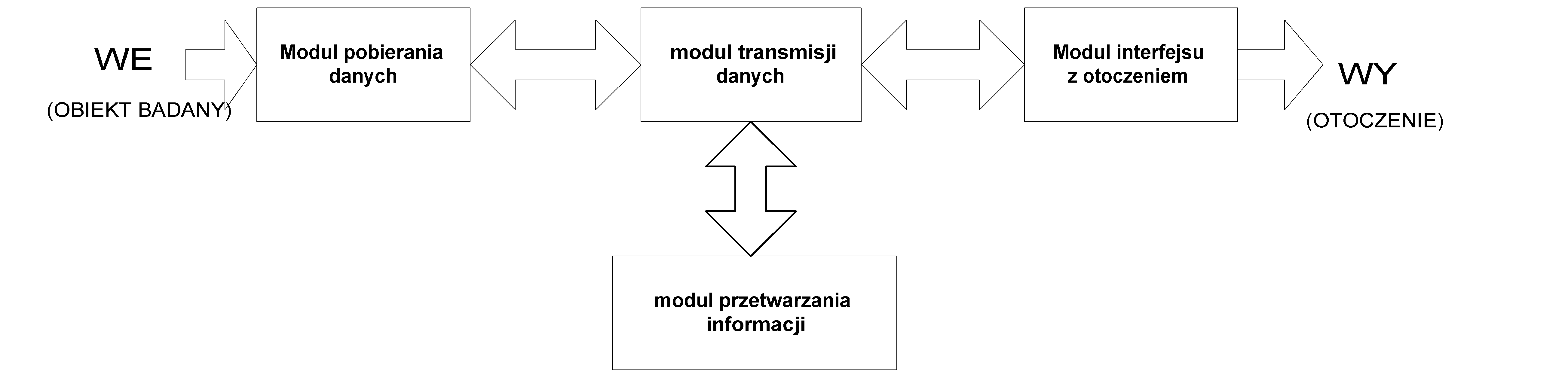
Struktura systemu pomiarowo-kontrolnego ze sterowaniem rozproszonym

Z przedstawionych dwóch powyższych struktur systemów szersze zastosowanie znalazła wersja ze sterowaniem ogólnym (sterowanie główne), którego poszczególne moduły schematu systemu pomiarowego – prostego scharakteryzowano poniżej.
Opisywane moduły są odpowiedzialne za wykonanie kolejnych faz ogólnego procesu pomiarowo-kontrolnego, przedstawionego w ww. ujęciu tabelarycznym.

#### Moduł pobierania danych
Zespół odpowiedzialny bezpośrednio za pomiar obiektu badanego, realizuje działania w procesie pomiarowo-kontrolnym:
I. przygotowanie pomiaru
II. pomiar właściwy (p. ww. ujęcie tabelaryczne).
Ostatnią funkcją dotyczącą jednego pomiaru jest przesłanie informacji pomiarowej do kolejnego bloku systemu pomiarowo-kontrolnego. Działaniem tego modułu kieruje moduł sterowania.

#### Moduł przetwarzania informacji
Moduł ten realizuje funkcję obróbki matematycznej wyników pomiarów (III.9 z tab.1). Moduł powyższy posiada strukturę sprzętowo-programową z przewagą działań programowych (algorytmy obróbki danych). Pracą m. przetwarzania informacji zarządza układ sterujący.

#### Modułinterfejsuz otoczeniem
W module dokonywana jest interpretacja wyników pomiarów (III.10 tab.1) przynajmniej w częściowym stopniu. Ściślej określa się formy prezentacji przetworzonych wyników pomiarów.
W systemach pomiarowo-kontrolnych należy dążyć do wykonania co najmniej częściowej analizy otrzymanych wyników. Stworzona w ten sposób forma prezentacji ułatwi (wyręczy) operatorowi podjęcie decyzji (diagnozy).
Przy określaniu formy prezentacji (cyfrowa, graficzna, dźwiękowa) należy także uwzględnić:
- czytelność formy
- jednoznaczność formy
- prędkość prezentowania wyników.

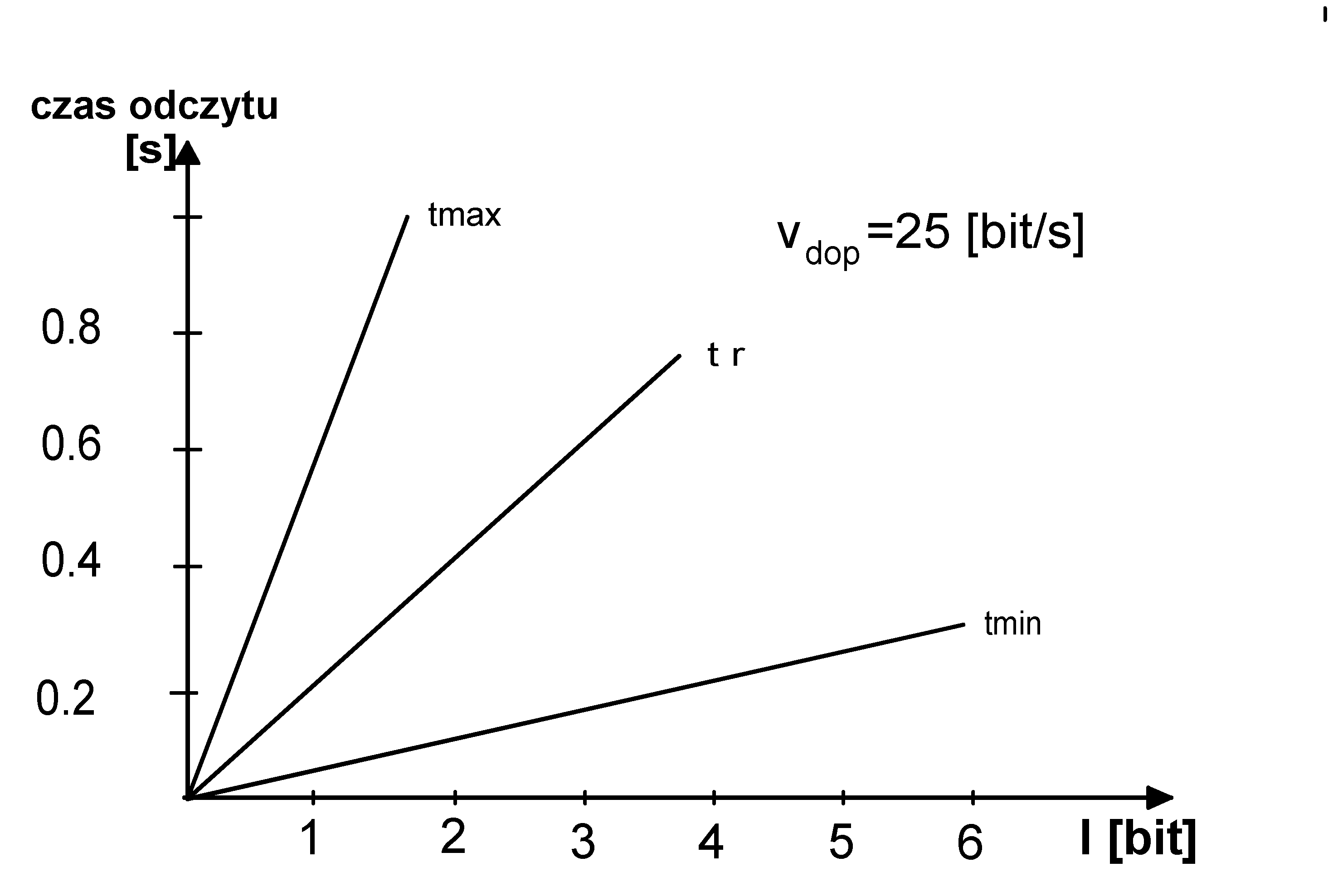
Czas odczytu informacji przez człowieka w funkcji intensywności informacji I

Moduł interfejsu z otoczeniem jest kierowany przez układ sterowania.

#### Moduł sterujący
Zapewnia poprawne współdziałanie wszystkich trzech omówionych modułów. Jest to jego główne zadanie, stąd nie realizuje bezpośrednio żadnej z czynności elementarnych procesu pomiarowo-kontrolnego z ww. tablicy. Układ ten jest określany również jako kontroler.
Sposób działania kontrolera określa metodę sterowania pozostałych modułów, a więc działanie całego systemu pomiarowo-kontrolnego.
Rozróżnia się różne typy kontrolerów – różne metody sterowania pracą systemu:
- kontroler o sterowaniu sekwencyjnym w pętli otwartej.

Praca systemu w tempie określonym przez zegar jednostki centralnej – kontrolera. Zapoczątkowany cykl przez zewnętrzny czynnik inicjujący. Po wykonaniu zbioru określonych czynności, system przechodzi w stan spoczynkowy – oczekiwania na następny cz. inicjujący.
- kontroler o sterowaniu sekwencyjnym w pętli zamkniętej.

Praca systemu w tempie określonym przez zegar jednostki centralnej – kontrolera. Zapoczątkowany cykl przez zewnętrzny czynnik inicjujący. Po wykonaniu zbioru określonych czynności, układ samoczynnie przechodzi do następnego cyklu. Praca w „pętli nieskończonej”.
- kontroler o sterowaniu asynchronicznym.

Kolejne etapy cyklu pomiarowo-kontrolnego wykonywane są po otrzymaniu informacji zwrotnej z modułów systemu o poprawnym wykonaniu operacji bieżącej.
Odrębne zagadnienie to zasady przesyłu danych stosowane w systemie pomiarowo-kontrolnym. Wymiana danych między dwoma urządzeń implikuje konieczność dopasowania ich szybkości transmisji:
- asynchroniczny przesył danych – z potwierdzeniem

Możliwość nadawania/odbioru znaku następnego jest sygnalizowana sygnałem potwierdzenia odbioru. Szybkość transmisji jest uzależniona od szybkości wolniejszego z dwóch urządzeń.
- synchroniczny przesył danych – bez potwierdzenia

Przesył danych w założonym a priori cyklu o szybkości działania transmisji niezmiennej w czasie.